# Newton mètre
Pour les articles homonymes, voir Newton et Nm.
Le newton mètre (symbole : N m) est l'unité dérivée du Système international pour un moment de force. Elle représente le moment d'une force de 1 newton dont le bras de levier est de 1 mètre, soit 1 N m, ou encore 1 m2 kg s−2.

## Description

Schéma du frein de Prony, utilisé autrefois pour la mesure des couples. M = moment, F = force, l = bras de levier.

Bien qu'elle soit homogène à une énergie et égale à 1 joule, cette unité est employée spécifiquement pour les moments de force afin de rendre compte de la façon dont la grandeur est définie. L'emploi distinct de ces deux unités permet de ne pas confondre les concepts d'énergie et de moment de force.

## Autres unités de couple
D'autres unités de couple sont ou ont été utilisées :
- le newton millimètre (N mm), unité dérivée du SI : dans le domaine du génie mécanique, les longueurs sont indiquées en millimètres donc cette unité apparaît « naturellement » ;
1 N m = 1 000 N mm ; 1 N mm = 0,001 N m ;
- la dyne centimètre (dyn cm), unité du système CGS ;
1 N m = 107 dyn cm ; 1 dyn cm = 10−7 N m ;
- le kilogramme-force mètre (kgf m), unité obsolète ;
1 N m = 0,102 kgf m ; 1 kgf m = 9,81 N m ;
- le kilogramme-force millimètre ;
1 N m = 102 kgf mm ; 1 kgf mm = 0,009 81 N m ;
- la livre-force pied (pound-foot, lbf ft), unité du système impérial ;
1 N m = 0,738 lbf ft ; 1 lbf ft = 1,36 N m.